# Hanna et ses filles
Hanna et ses filles est un roman de Marianne Fredriksson publié en 1994 et traduit en français en 1999 par Anna Gibson.

## Résumé
En 1987 en Suède, Johanna, 85 ans, est à l'hôpital, sans mémoire. Sa fille Anna se remémore sa mémé, Hanna (1871-1964). Hanna quitte l'école à 12 ans et sert dans la ferme de son oncle Joel. Elle est violée et a Ragnar à 13 ans. À 17 ans elle épouse Broman, 40 ans, meunier veuf, qui adopte Ragnar. Elle a John, Erik et August. Sa mère meurt en 1894 puis son père. À 13 ans, Ragnar travaille à Göteborg. Hanna a Johanna en 1902. En 1905 la Norvège se sépare de la Suède. Broman instruit Johanna en 1907 et meurt en 1910. Hanna rejoint Ragnar, livreur, en 1911 et est ouvrière en boulangerie. Ragnar embauche John pour l'empêcher de boire. Les 2 autres sont matelots. Johanna travaille aussi. Vers 1949 Hanna est placée. En 1987 Anna, née en 1937, écrit la vie d'Hanna. Son père, Arne, est mobilisé en 1939.